# Kermit Roosevelt, Jr.
Pour les articles homonymes, voir Kermit et Roosevelt.
Pour les autres membres de la famille, voir Famille Roosevelt.
Kermit Roosevelt, Junior , né le 16 février 1916 à Buenos Aires (Argentine) et mort le 8 juin 2000 dans le comté de Baltimore (Maryland), est un officier servant à l'Office of Strategic Services, précurseur de la Central Intelligence Agency (CIA), pendant et après la Seconde Guerre mondiale. Petit-fils du président des États-Unis Theodore Roosevelt, il est envoyé dans des organisations arabes telles que les Amis américains du Moyen-Orient, et puis qui joue un rôle essentiel dans l'opération de la CIA visant à renverser Mohammad Mossadegh au profit de Mohammad Reza Pahlavi, le Shah d'Iran, en août 1953. Il lui est par la suite demandé de diriger le coup d'État de 1954 parrainé par la CIA au Guatemala, mais il refuse alors, arguant que le gouvernement de Jacobo Árbenz a le soutien du peuple guatémaltèque.